# Походяшин, Максим Михайлович
Макси́м Миха́йлович Походя́шин (1708, Верхотурье, Верхотурский уезд — 25 декабря 1780  [5 января 1781], Верхотурье, Сибирская губерния) — верхотурский первой гильдии купец, питейных и прочих сборов откупщик и горнозаводчик.

## Биография
Максим Походяшин родился в 1708 году в семье посадского человека в городе Верхотурье Верхотурского уезда Тобольского разряда, ныне город — административный центр Верхотурского городского округа Свердловской области. Максим был третьим ребёнком в семье (уже были дочь Матрёна и сын Пётр). Дед Максима — Дмитрий — служил дьячком Верхотурского Николаевского мужского монастыря. Известно, что в 1721 году родителей Максима уже не было в живых, а проживал он в доме старшего брата — Петра. Семья Походяшиных к тому времени была одной из зажиточных верхотурских семей.
Другие (ошибочные) варианты даты и места рождения
- Михаил Николаевич Лонгинов (1823—1875) писал: «Достоверное исследование о Походяшине говорит, что он был казанский уроженец, добровольно пришедший на промысел в Верхотурье, где занимался плотничеством и извозом. С молодости он уже успешно занимался отыскиванием руды и золота. Найдя последнее, Походяшин выгодно сдал находку в частные руки и приступил к деятельности обширнейшей»[2].
- Иван Яковлевич Кривощёков (1854—1916) по материалам архива Верхотурской городской управы сделал ошибочный вывод, что Походяшин родился в 1729 году[3].

Пётр Походяшин занимался торговлей, и Максим с пятнадцати лет уже принимал участие в делах брата. Братья промышляли подрядами на извоз с наймом ямщиков, продажей продуктов, фуража и другого товара.
В 1734 году владел совместно с русскими ясачными Реутовыми мучная мельница на «одном поставе» на реке Бобровке в Верхотурском уезде. В 1734 году открыл два винокуренных завода в Верхотурском уезде.
В 1734/35 годах — бурмистр (таможенный голова) Вехотурской таможни, его имя фиксируется в документах, связанных с Ирбитской ярмаркой. Город Верхотурье сильно пострадал от пожара 18 (29) июля 1738 года.
В 1740 году Походяшин купил у верхотурских посадских людей Максима Зиновьева и Афанасия Серебряникова винокуренный завод в Фоминском погосте Тагильской слободы.
В 1740—1744 годах верхотурскими купцами Максимом Походяшиным и Алексеем Власьевским был основан Уковский винокуренный завод (ныне город Заводоуковск Тюменской области).
В 1740-е годы основал Падунский винокуренный завод (ныне село Падун Заводоуковского района Тюменской области) и Боготольский винокуренный завод (ныне леревня Боготольский Завод Боготольского района Красноярского края).
С 1747 по 1756 год на откупе Максима и Петра Походяшиных был сбор конской пошлины.
С 1752 году М. М. Походяшин был записан верхотурским купцом. В 1752—1756 гг. М. М. Походяшин совместно с верхотурским купцом Алексеем Власьевским (?—1765) держал винный откуп в Верхотурье. В эти же годы компаньоны подрядились поставлять вино в Тюмень, и Походяшин начал самостоятельную поставку вина в Туринск и Пелым.
В 1754 году вместе с Алексеем Власьевским основал Езагашский металлургический завод на реке Езагаш (ныне Балахтинский район Красноярского края), в строительстве которого участвовал до 1757 года. Капиталовложения Власьевского не окупили себя, завод работал с перебоями до 1807 года.
В 1754 году винокурение было объявлено дворянской монополией с 1755 года, Походяшин продал винокуренные заводы графу Петру Ивановичу Шувалову. Ежегодная поставка вина в Пермскую и Тобольскую губернии с его заводов в то время составляла до 89 тысяч вёдер.
4 (15) декабря 1757 года указом Берг-коллегии получил разрешение на строительство завода на реке Колонга сроком на 3 года. В 1758 году основал Петропавловский завод (ныне город Североуральск Свердловской области). Завод первоначально выплавлял чугун, но после открытия нескольких богатых медных Турьинских рудников (ныне город Краснотурьинск Свердловской области) был переведён на выплавку меди.
В 1760 году совместно с тульским купцом Василием Артемьевичем Ливенцовым приступил к строительству чугуноплавильного и железоделательного Николае-Павдинского завода (ныне посёлок Павда Новолялинского городского округа Свердловской области).
Указом Правительствующего Сената в 1760 году к его заводам приписаны 4200 государственных крестьян из Чердынского уезда для строительства заводов и вспомогательных работ.
Начиная с 1765 года горнозаводчик развернул грандиозное дорожное строительство, в результате которого было построено 720 вёрст дорог, в том числе дорога от Петропавловского завода до Чердыни (144 версты). У дорог М. М. Походяшин построил зимовья и поселил в них зимовщиков, в обязанности которых входило предоставлять путникам «тёплый приют», иметь запасы съестных припасов и фуража для лошадей; кроме того, зимовщики летом очищали дороги от бурелома, а зимой приминали их своими лошадьми.
В 1768—1771 годах построил Богословский медеплавильный завод (ныне город Карпинск Свердловской области). Эта деятельность заложила основы Богословского горного округа. Выплавляемая медь отправлялась на Екатеринбургский монетный двор и в Архангельский порт для строительства кораблей.
В 1769 году Походяшин купил у великоустюжских купцов Панова и Плотникова Нювчимский железоделательный завод за 23,5 тысячи рублей.
В 1770 году он вместе со старшим сыном Василием основал Успенский винокуренный завод (ныне посёлок Заводоуспенское Тугулымского городского округа Свердловской области).
В январе 1773 года М. М. Походяшин вступил в компанию с рудоискателем Г. Н. Посниковым и великоустюжским купцом П. П. Ентальцовым с целью разработки Верхневагранских золоторудных месторождений.
15 (26) января 1774 года Берг-коллегия разрешила сенатору В. А. Всеволожскому продать Походяшину три части Пожевского завода с 3900 душами крепостных за 200 тысяч рублей. 10 (21) февраля 1776 года Берг-коллегия официально разрешила М. М. Походяшину перевести крепостных, приписанных к Пожевскому заводу, на Петропавловский и Богословский заводы.
В 1775 году горнозаводчик купил у верхотурского купца Осипа Коновалова Туринскую бумажную мануфактуру (в городе Туринске, ныне Свердловской области).
В 1776 продал капитану Голикову разорёный пугачёвцами Усть-Миасский винокуренный завод (село Усть-Миасское, ныне Каргапольский муниципальный округ Курганской области).
В 1777 году Походяшин выкупил за 40 тысяч рублей у В. А. Ливенцова его долю Николае-Павдинского завода. С этого времени Походяшин причисляется к купцам первой гильдии.
Иждивением М. Походяшина построены шедевры уральского барокко — т. н. походяшинские храмы: церковь во имя Рождества Иоанна Предтечи (1768 г.) в верхотурском Покровском монастыре, Введенский собор в Богословском (ныне Карпинск, 1767—1776 гг.) и Петропавловская церковь в Петропавловском (Североуральск, 1767—1798 г.).
К концу жизни Максим Походяшин, за заслуги по горному ведомству удостоен императрицей Екатериной II титула потомственного дворянина.
Максим Михайлович Походяшин скончался 25 декабря 1780 (5 января 1781) года в городе Верхотурье Верхотурского уезда Тобольской провинции Сибирской губернии, ныне город — административный центр Верхотурского городского округа Свердловской области. По легенде похоронен на территории женского Покровского монастыря города Верхотурье при одной из двух построенных на его средства церквей (Покрова Богородицы или Рождества Иоанна Предтечи). По другой версии — похоронен в посёлке Богословский Завод, ныне город Карпинск Свердловской области.

## Память
- Первая легенда о происхождении богатства М. М. Походяшина была записана Андреем Тимофеевичем Болотовым 14 (25) января 1796 года, опубликована в книге «Памятник претекших времян, или Краткие исторические записки о бывших происшествиях и о носившихся в народе слухах»[10].
- Памятный знак «Символ города» — установленный на постаменте большой круглый шар из розового гранита, половина которого отполирована, а другая половина шероховатая. С западной и северной стороны к памятнику ведут широкие ступени, установлены светильники. На этом месте когда-то стоял дом владельца Петропавловского завода Максима Походяшина. Открыт 12 июля 2008 года в честь 250-летия основания села Петропавловского и 300-летия со дня рождения Максима Походяшина[11]. Свердловская область, город Североуральск, угол улиц Карпнского и Октябрьской — 60°08′39″ с. ш. 59°56′24″ в. д.HGЯO
- Памятный знак в виде монеты диаметром один метр с профилем М. М. Походяшина установлен 15 июля 2016 года; в 2018 году декорирован художницей Юлией Белоусовой. Краснотурьинск, угол улиц Карпнского и Октябрьской — 59°46′05″ с. ш. 60°12′30″ в. д.HGЯO
- Походяшинские чтения, проходят в Карпинске с 2002 года

## Семья
- Дед, Митка (Дмитрий) Походяшин, служил дьячком Верхотурского Николаевского мужского монастыря и записан в «Книге переписной и перемерной Верхотурского города дворам 7178 года» (1670 год). Это первое упоминание фамилии в Верхотурье.
- Бабушка, Федора (1640 — после 1710).
  - Отец, Михайло Дмитриев Походяшин (1667 — между 1710 и 1721).
  - Мать, Марья (1680 — между 1710 и 1721).
  - Дядя Иван Дмитриев Походяшин (1659 — после 1721), в 1710 —церковный дьячок, в 1721 — Покровской церкви поп; у него жена Огрофена (1655 — после 1710), дочь Александра (1697 — после 1710), сын Иван (1698/1701 — после 1721), пономарь. В 1721 году записаны без фамилии.
  - Дядя Иван Дмитриев Походяшин (1675/1677 — после 1724), рядовой казак; у него жена Марья (1675 — после 1710).
    - Сестра Матрёна (1698 — после 1710).
    - Брат Пётр (1702—1768), верхотурский купец 3-й гильдии; его жена Анна Иванова (? — после 1795), сын Василий (1747 — 30 апреля (11 мая)  1782 года), верхотурский купец 3-й гильдии.
- Жена (умерла до 1780 года)
  - Сын, Василий (1747/1748 — 19 (30) августа 1771 года), верхотурский купец
  - Сын, Николай служил в гвардии офицером, обер-провиантмейстером, жил в Москве в 1780-х годах; его жена Каролина-Амалия, дочь действительного статского советника Антона-Иоанна Энгельгардта, её братья: Фёдор-Христофор Антонович и Егор Антонович Энгельгардты.
  - Сын, Григорий (ок. 1760—1820), и также служил в гвардии; его жена Мария Яковлевна, в 1826 году жила на Тверской улице в Москве